# Ноулз, Джереми
Дже́реми Но́улз (англ. Jeremy Randall Knowles; 28 апреля 1935, Рагби, Йоркшир, Великобритания — 3 апреля 2008, Кембридж, Массачусетс, США) — английский химик, энзимолог. 
Декан факультета науки и искусств Гарвардского университета (1991—2002), член Лондонского королевского общества (1977), иностранный член Национальной академии наук США (1988). 
Внес вклад в изучение механизма работы таких ферментов, как триозофосфат-изомераза, пролин-рацемаза, химотрипсин, бета-лактамаза. Королевское химическое общество учредило медаль им. Дж. Ноулза с целью «признания важности меж- и мультидисциплинарных исследований в области химии и наук о живом».

## Биография

### Детство
Джереми Ноулз родился 28 апреля 1935 года в городе Рагби, графство Йоркшир, Великобритании, в семье школьного учителя Кеннета Чарльза Ноулза (1908—1988) и Дороти Элен (в девичестве Свинглер). Впоследствии Чарльз Ноулз преподавал в Ноттингемском университете экономическую теорию, а затем занял должность в Оксфордском институте экономики и статистики.

### Образование
Среднее образование получил в Колледже Магдалины в Оксфорде с 1948 по 1953 год. По окончании колледжа провел два года на национальной службе в Королевских ВВС (1953—1955) в качестве офицера-летчика. После военной службы поступил в Баллиольский Колледж в Оксфорде, где с 1955 по 1959 год изучал химию. В 1959 году, согласно Британской классификации ученых степеней, он получил степень первого класса по химии.

### Семья и дети
В 1960 году женился на дочери Герберта Джон Дэвиса, профессора английской литературы в Оксфордском Университете — Джейн Шелдон Дэвис. В браке родилось три сына — Себастьян, Юлиус и Тимофей. Ноулз счастливо прожил в браке до самой смерти.

## Научная деятельность

### Начало карьеры
После получения диплома Баллиольского Колледжа Ноулз продолжил свои исследования лаборатории физической органической химии Ричарда Нормана в Оксфорде. В 1961 году он защитил диссертацию, посвященную изучению роли сверхсопряжения в ароматическом замещении, а также других внутримолекулярных эффектов в ароматических системах, и получил докторскую степень по химии. Годом ранее он опубликовал свою первую научную статью в соавторстве с научным руководителем. Кроме того, в те же годы он занимал должность старшего научного сотрудника Мертонского Колледжа и читал лекции в Церкви Христа в Оксфорде. В 1962 он временно оставил эти позиций ради докторантуры в Калифорнийском Технологическом Институте. Первоначально предполагалась его сотрудничество с профессором Джорджем Хэммондом, однако, Ноулз присоединился к научной группе доктора Брайана Джонса для изучения энзиматической активности сериновой протеазы альфа-химотрипсина. Именно эта работа легла в основу первых публикаций Ноулза в качестве независимого исследователя. Затем Ноулз подошел к изучению пепсин-аспартил протеазы, механизм работы которой в то время был неясен. Однако его усилия по изучению этого фермента были не очень успешными — механизм не удалось предположить даже при помощи кристаллографической структуры, а исчерпывающие данные по этой протеазе были получены лишь годы спустя. Тем не менее, эти первые работы позволили Дж. Ноулзу завоевать уважение среди коллег-энзимологов.

### Возвращение в Оксфорд
Вернувшись из Калифорнии начал изучение гликолитического фермента триозофосфатизомеразы в качестве сотрудника Уодхемского Колледжа. Серия экспериментов с изотопным замещением водорода позволила впервые обнародовать энергетический профиль свободной энергии каталитической реакции.

### Годы в Гарварде
Несмотря на то, что в начале 1970-х годов Ноулз принял решение переехать в США, он долго продолжал анализировать данные по триозофосфатизомеразе, полученные в Оксфорде. В период с 1969 по 1971 год работал в Йельском Университете в качестве приглашённого профессора, а в 1974 году стал сотрудником Гарвардского Университета. В Гарварде он изучал ингибирование лактамазы (в том числе клавулановой кислотой). Также он углубился в исследование кинетики переноса фосфатной группы, используя различные структурные подходы к изучению ферментов. В 1975 году Ноулз пытался изучить механизм действия фермента фосфоглицераткиназы, чтобы выяснить, действительно ли в механизме участвует промежуточный фосфорилированный фермент или имеет место прямой перенос между аденозинтрифосфатом (АТФ) и фосфоглицератом. После тщательного анализа Ноулз отказался от предположения о промежуточном фосфорилированном ферменте. Для изучения механизма передачи фосфат-группы непосредственно Ноулзом было предложено использование меченных изотопами хиральных фосфатных моноэфиров. Этот метод позволял однозначно отследить стереохимию реакции. Конфигурация сохранялась в соответствии образованию промежуточного фосфорилированного фермента.
Следующим ферментом после триозофосфатизомеразы, для которого Дж. Ноулзом была изучена форма энергетического профиля реакции, стала пролин-рацемаза. В 1986 совместно с профессором Альбери доказали, что скорость катализа ограничена взаимопревращениями несвязанных форм фермента. Было показано, что в механизме рацемизации задействованы остатки цистеина, которые выполняют функцию переноса протонов.
В 1983 году Дж. Ноулзу поступило предложение от тогдашнего президента Гарвардского Университета — Бока, занять пост декана Факультета искусств и наук. Однако тот отклонил предложение, будучи не готов отказаться от его биохимических исследований. Тем не менее, после повторного предложения в 1991 году, Ноулз закрыл свою научно-исследовательскую лабораторию в связи с новым назначением. Его административные способности были по достоинству оценены коллегами. Ноулз помог создать серию концертов в обеденный перерыв, он поддерживал в целом искусство в Гарварде.

## Награды и членство в обществах

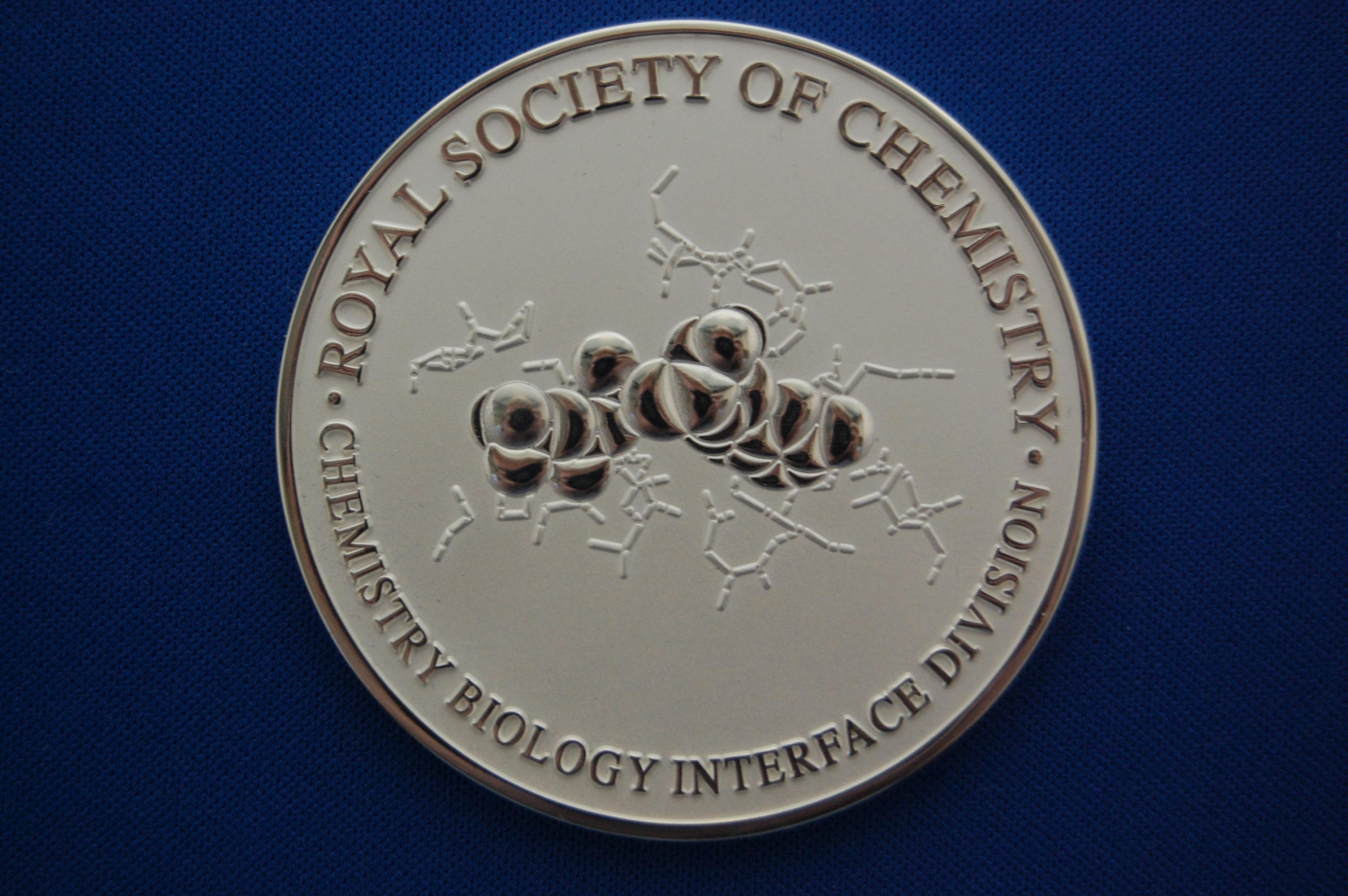
Royal Society of Chemistry — Jeremy Knowles Award — 2014 — Andy Mabbett — 01

Джереми Ноулз являлся членом Лондонского королевского общества (1977), Американской академии искусств и наук (1982), Американского философского общества (1988), иностранным членом Национальной академии наук США (1988), попечителем Медицинского института Говарда Хьюза (1988). Он был почетным членом Баллиольского и Уодхэмского колледжей в Оксфорде. Ноулз был награжден Королевским обществом медалью Дэви (1991), медалью Прелог в Цюрихе (1989), удостоен награды Бадер, премии Реплиген и награды Наканиши Американского химического общества (1989, 1993 и 1999 соответственно). Также Ноулз являлся приглашенным профессором в Оксфорде в 1983—1984 годах.
В 2008 году Королевское химическое общество учредило медаль им. Дж. Ноулза, призванную отметить «важность меж- и мультидисциплинарных исследований в области химии и наук о живом».